# Irlandzka whiskey

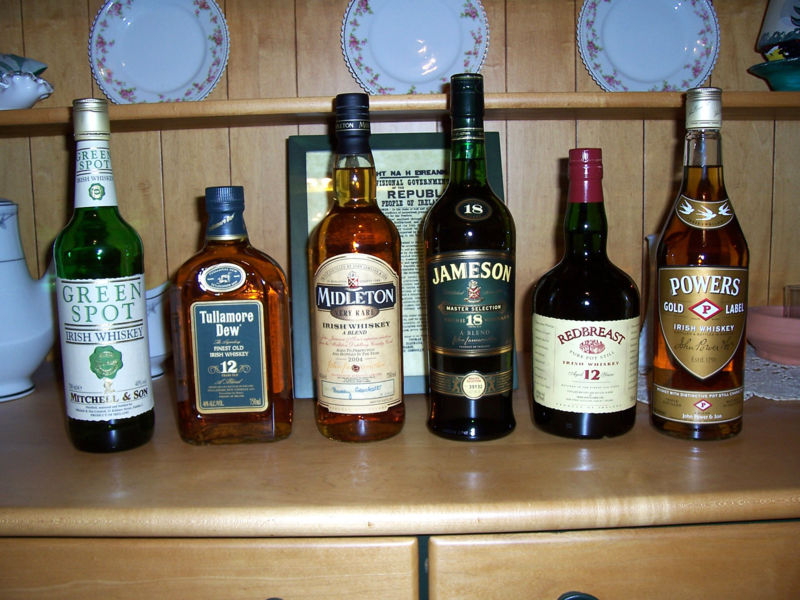
Irlandzkie whiskey

Irlandzka whiskey (ang. Irish whiskey, irl. uisce beatha) – whiskey wyprodukowana na wyspie Irlandia. Zgodnie z definicją Irish Whiskey Act z 1980 irlandzka whiskey musi być destylowana na terenie Irlandii lub Irlandii Północnej z zacieru zbożowego przefermentowanego z udziałem drożdży i leżakowana tam w drewnianych beczkach przez co najmniej trzy lata. Do destylatu dozwolony jest dodatek wody i karmelu. 
Na ogół irlandzka whiskey ma lekki i gładki charakter, z nutami kwiatowymi, suszonych owoców, orzechów, cytrusów. Zwykle destylowana jest trzykrotnie, w alembikach (kubełkowych aparatach destylacyjnych, ang. pot still) lub kolumnach destylacyjnych.

## Historia
W Irlandii alkohol zaczęto destylować prawdopodobnie w VI wieku. Przez wieki przemysł whiskey znajdował się w centrum życia społecznego i politycznego Irlandii. The Red Book of Ossary z XV–XVI w. dokumentuje produkcję uisce beatha dla celów konsumpcynych. Po rozwiązaniu klasztorów (ang. Dissolution of the Monasteries) w XVI w. whiskey przestało być napojem elit. W 1661 wprowadzono w Irlandii podatek na alkohol i zakaz produkcji bimbru, którego jednak Irlandczycy nie przestrzegali. Był to dla nich świetny sposób zagospodarowania nadmiaru jęczmienia, który dodatkowo dawał wysokiej jakości paszę dla bydła. Taki samogon nazywano poitín.

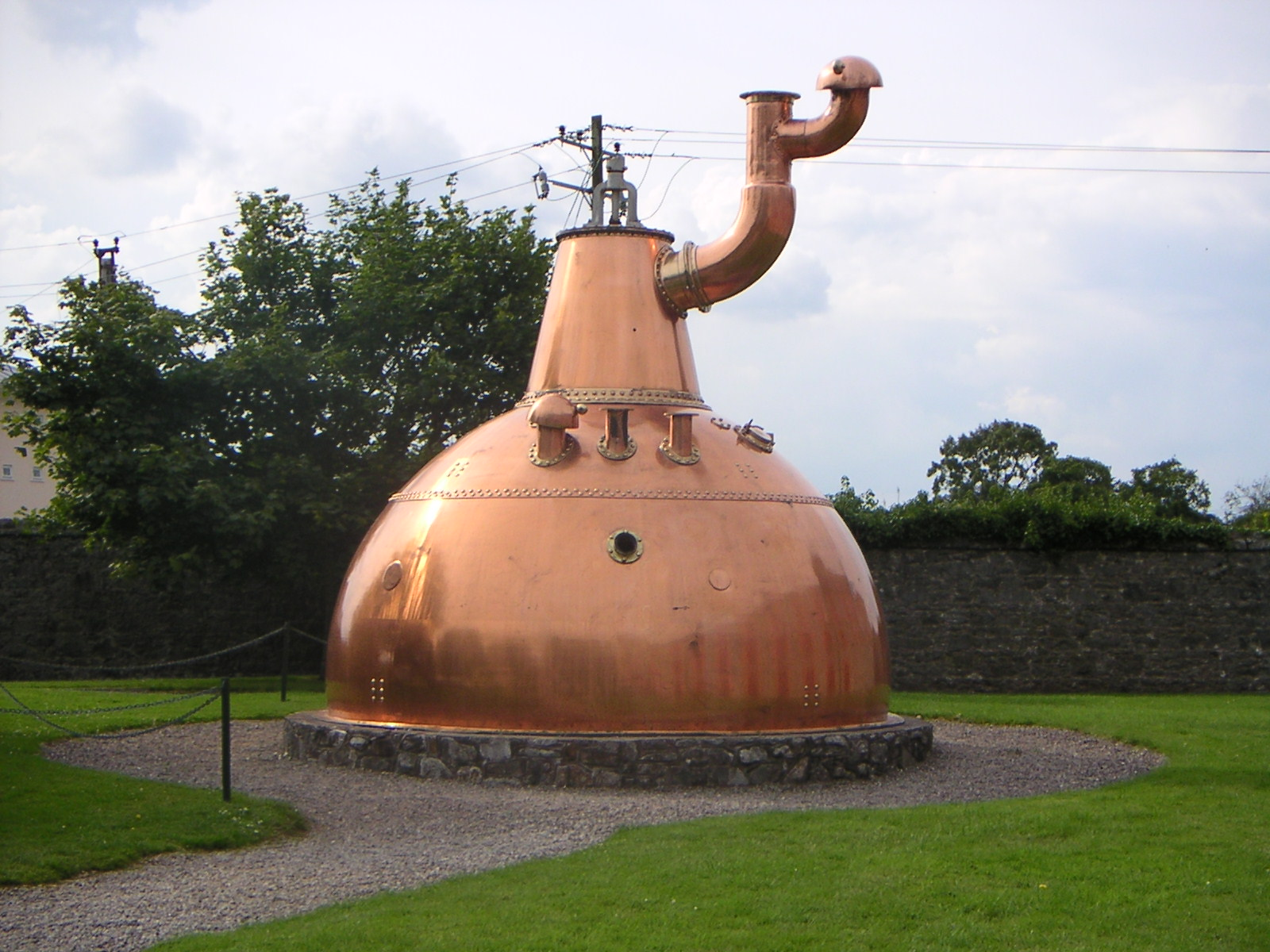
Historyczny alembik w Midleton Distillery

W XVIII i XIX w. irlandzka whiskey stała się bardzo popularna. W 1779 w Irlandii było 1152 destylarni. W 1830 Irlandczyk Aeneas Coffey wymyślił i opatentował nową, efektywniejszą metodę destylacji – destylację ciągłą (kolumnową). Większość destylarni nie korzystała jednak z nowej techniki, pozostając przy tradycyjnej Pot Still Whiskey. Najbardziej znane irlandzkie marki jak Jameson, Powers, Tullamore Dew i Bushmills powstawały w tym okresie. Choć wielki głód w Irlandii ograniczył produkcję whisky, zaraz po nim nastąpił bezprecedensowy wzrost jej produkcji. Był on związany z plagą filoksery atakującej winorośl, co spowodowało kryzys u producentów konkurencyjnego koniaku. 
Kryzys w przemyśle whiskey w Irlandii przyszedł wraz z I wojną światową, następnie w USA, największym kraju, do którego eksportowano whiskey, wprowadzono prohibicję, w Irlandii toczyła się wojna o niepodległość, a potem wojna domowa. Dodatkowo przemytnicy alkoholu do USA niszczyli reputację irlandzkiej whiskey, sprzedając trunek bardzo złej jakości. 
W latach 60. XX w. pozostały jedynie dwie destylarnie na wyspie, jedna w Irlandii, druga po drugiej stronie granicy – w Irlandii Północnej. Były to destylarnie Midleton i Bushmills. Dziś to one wraz z trzecią Cooley założoną w 1987 stanowią najważniejsze destylarnie irlandzkiej whiskey.
Od lat 70. XX w. produkcja whiskey w Irlandii rośnie, a eksport między 2002 a 2012 wzrósł o 220%.

## Produkcja irlandzkiej whiskey
Tradycyjna irlandzka whiskey produkowana jest z użyciem alembiku z mieszanki słodowanego i niesłodowanego jęczmienia (jarego).
Przykładowo w destylarni Midleton Distillery w zacieraniu przewidziane są przerwy w temperaturze  55 °C, 65 °C i 72 °C, a następnie 76 °C przed samą filtracją. Rozkład skrobi sprawdzany jest próbą jodową. Całkowity czas przekształcania skrobi wnosi 2,5 godziny, a następnie filtracja zazwyczaj 4 godziny. Zamiast kadzi filtracyjnych używa się filtrów zaciernych, które zwiększają wydajność pozyskiwania ekstraktu. Przed zaszczepieniem drożdży brzeczka jest schładzana. Drożdże dodaje się uprzednio namnożone w niewielkich objętościach brzeczki. Fermentacja trwa zwykle 60 godzin, dając ostatecznie 10% alkoholu (objętościowo). System chłodzenia nie dopuszcza do przekroczenia temperatury 32 °C.

## Rodzaje irlandzkiej whiskey

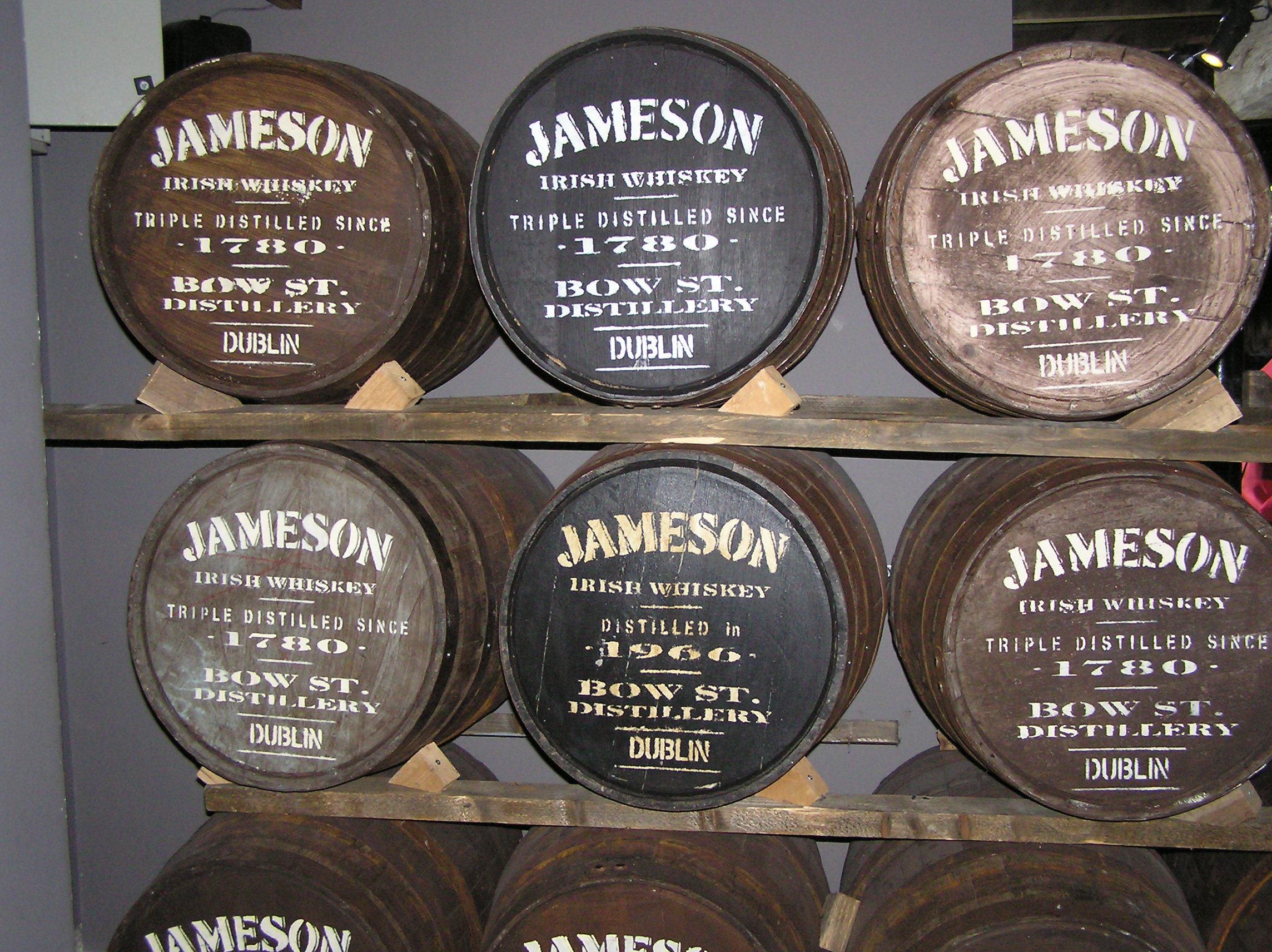
Beczki, w których dojrzewa whiskey Jameson

- Pure Pot Still Whiskey lub Single Pot Still Whiskey[8] – rodzaj whiskey występujący tylko w Irlandii. Funkcjonują dwie definicje, czym jest „Pure Pot Still”. Z prawnego punktu widzenia każda whiskey destylowana w alembikach, od której odprowadzono należne podatki, ma prawo do takiego oznaczenia. Tradycyjnie jednak odnosi się do whiskey wyprodukowanej z użyciem słodowanego i niesłodowanego jęczmienia (lub innych niesłodowanych zbóż do 5%), co oddaje charakterystyczny dla Irlandii, unikalny charakter[2][7]. Stosuje się tradycyjnie potrójną destylację, przez co większy jest udział alkoholi wyższych do estrów. Są lekkie w aromacie i słodkie w smaku, z kremowym charakterem[2]. Niegdyś wszystkie irlandzkie whiskey były produkowane w ten sposób, ale oznaczenie to praktycznie zniknęło w latach 70. XX w. i dziś pozostało bardzo niewiele takich tradycyjnych whiskey (Redbreast, Green Spot)[7].
- Irish Malt Whiskey – whiskey wyprodukowana ze 100% zesłodowanego jęczmienia. Jest gładkie w charakterze, o oleistej teksturze ze słodowym, słodkim smakiem. Jest podwójnie lub potrójnie destylowana[2].
- Irish Grain Whiskey – whiskey produkowana z zesłodowanego jęczmienia (poniżej 30%) i niesłodowanych zbóż, zwykle kukurydzy, pszenicy lub jęczmienia. W procesie produkcji ziarna mieli się na mąkę, zalewa wodą  i podgrzewa, aby skleikować skrobię. Powstały kleik schładza się i dodaje słód, aby pod wpływem jego enzymów przekształcić skrobię w fermentujące cukry. Po fermentacji przeprowadza się destylację kolumnową. Charakter takiej whiskey może być od bardzo delikatnego do wyrazistego[2].
- Irish Blended Whiskey – mieszanka dwóch lub więcej różnych rodzajów whiskey spośród Pure Pot Still Whiskey, Irish Malt Whiskey lub Irish Grain Whiskey. Początkowo mieszanie whiskey miało na celu wyrównanie nieregularności whiskey różnych producentów. Zajęcie to wymaga dużego doświadczenia i umiejętności[2].